# Dimitar Penev
Dimitar Dushkov Penev (Mirovyane, Bulgaria, 12 de julio de 1945) es un exfutbolista búlgaro y actual entrenador de fútbol. Es considerado uno de los mejores jugadores de la historia de su país y es el presidente de honor del CSKA de Sofia. Dirigiendo a la selección búlgara, obtuvo el cuarto puesto en la Copa del Mundo de 1994, siendo la mejor participación de Bulgaria en los mundiales.

## Clubes

### Jugador
| Club                | País     | Año       |
| ------------------- | -------- | --------- |
| PFC Lokomotiv Sofia | Bulgaria | 1959-1965 |
| PFC CSKA Sofia      | Bulgaria | 1965-1977 |

### Entrenador
| Club                  | País           | Año       |
| --------------------- | -------------- | --------- |
| PFC CSKA Sofia        | Bulgaria       | 1985-1991 |
| Selección de Bulgaria | Bulgaria       | 1991-1996 |
| Al-Nassr FC           | Arabia Saudita | 1997      |
| PFC Spartak Varna     | Bulgaria       | 1998      |
| PFC CSKA Sofia        | Bulgaria       | 1998-2000 |
| Liaoning FC           | China          | 2003      |
| Selección de Bulgaria | Bulgaria       | 2007      |
| PFC CSKA Sofia        | Bulgaria       | 2008-2009 |
| PFC CSKA Sofia        | Bulgaria       | 2011-2012 |

- Datos: Q562386
- Multimedia: Dimitar Penev / Q562386